# WMMS

Logo de WMMS

WMMS est une station de radio américaine diffusant ses programmes en FM (100.7 MHz) sur Cleveland (Ohio). Son format est rock. 
Cette station commence ses émissions le 28 septembre 1968. De 1973 à 1986, John Gorman assure la programmation et la direction d'antenne. C'est à cette période que WMMS bat ses records d'audience et de revenus publicitaires.
WMMS diffuse également les matches de baseball des Cleveland Indians, de basket-ball des Cleveland Cavaliers et de football américain des Cleveland Browns, en alternance avec WTAM, autre station de Cleveland du groupe Clear Channel Communications.